# Gröditzer Skala
Die Gröditzer Skala, obersorbisch Hrodźišćanska skałaⓘ, ist ein Felsental und gleichnamiges Naturschutzgebiet mit 39 ha Größe. Sie erstreckt sich entlang des Löbauer Wassers vom Weißenberger Ortsteil Gröditz bis zu den weiteren Ortsteilen Weicha und Wuischke. Der Name leitet sich vom benachbarten Dorf Gröditz und dem aus dem Sorbischen stammenden Begriff „Skala“ für „Felsental“ ab.

## Geologie
Das Löbauer Wasser hat sich während der Elster-Eiszeit tief in die Nordlausitzer Grauwacken eingeschnitten und bildete das heutige Relief.

## Ökologie
Die vorhandenen Nord- und Südhänge sowie das Löbauer Wasser in der Skala bilden auf engstem Raum ein vergleichsweise enges Netz unterschiedlicher Lebensräume. So kommt Laubwald mit Traubeneiche, Hainbuche, Gemeiner Esche und Ahorn vor. Besonders auf den südexponierten Hanglagen kommen Berg- und Spitzahorn sowie Linden vor. Weitere Pflanzenarten mit Vorkommen in der Gröditzer Skala sind: Bergulme, Adlerfarn, Süße Wolfsmilch, Wald-Bingelkraut und der Großblütige Fingerhut.

## Sehenswürdigkeiten
- zehnbogiges, 170 m langes Gröditzer Viadukt der Bahnstrecke Löbau–Weißenberg–Radibor, jetzt Wanderweg
- Der Themenweg „Mühlenweg“ verläuft über Weißenberg, Weicha und Gröditz.
- Der Jakobsweg im Abschnitt Görlitz–Weißenberg–Bautzen führt durch die Gröditzer Skala.

## Galerie

### Historisch

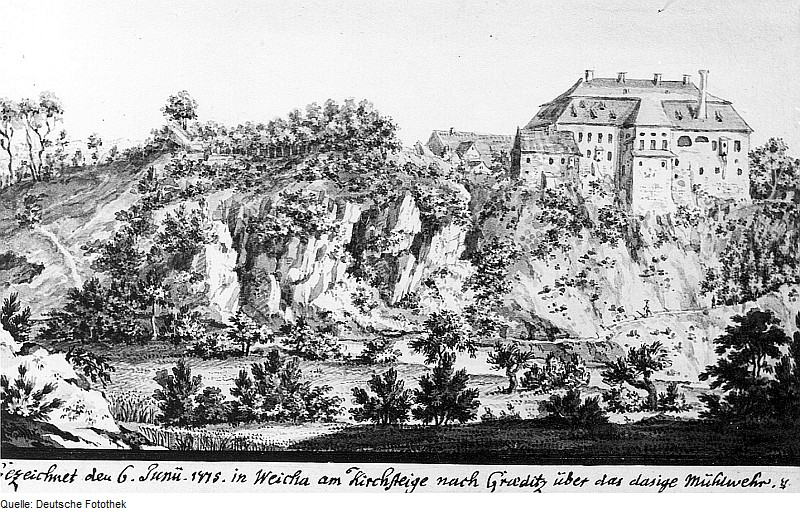
Skala und Schloss Gröditz, Ansicht von 1775
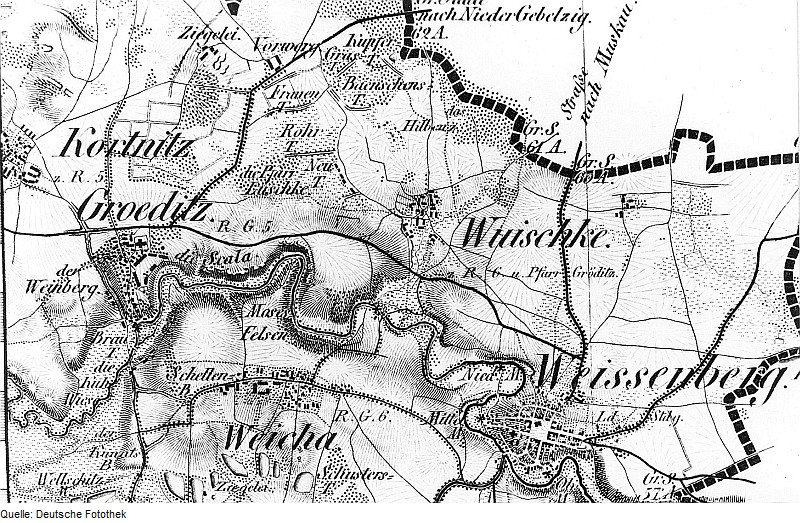
Gröditzer Skala auf einer Karte von 1840

## Neuzeitlich

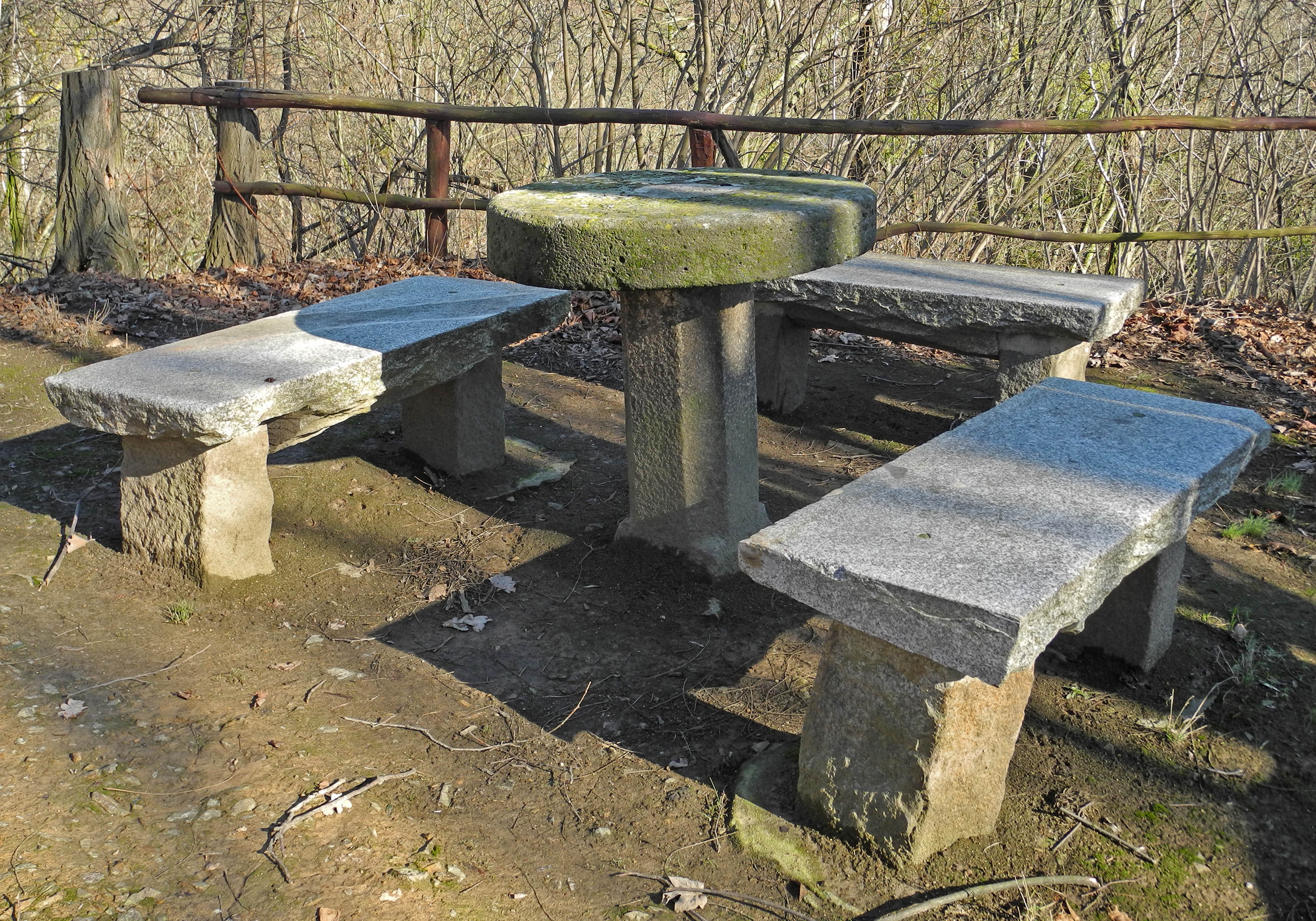
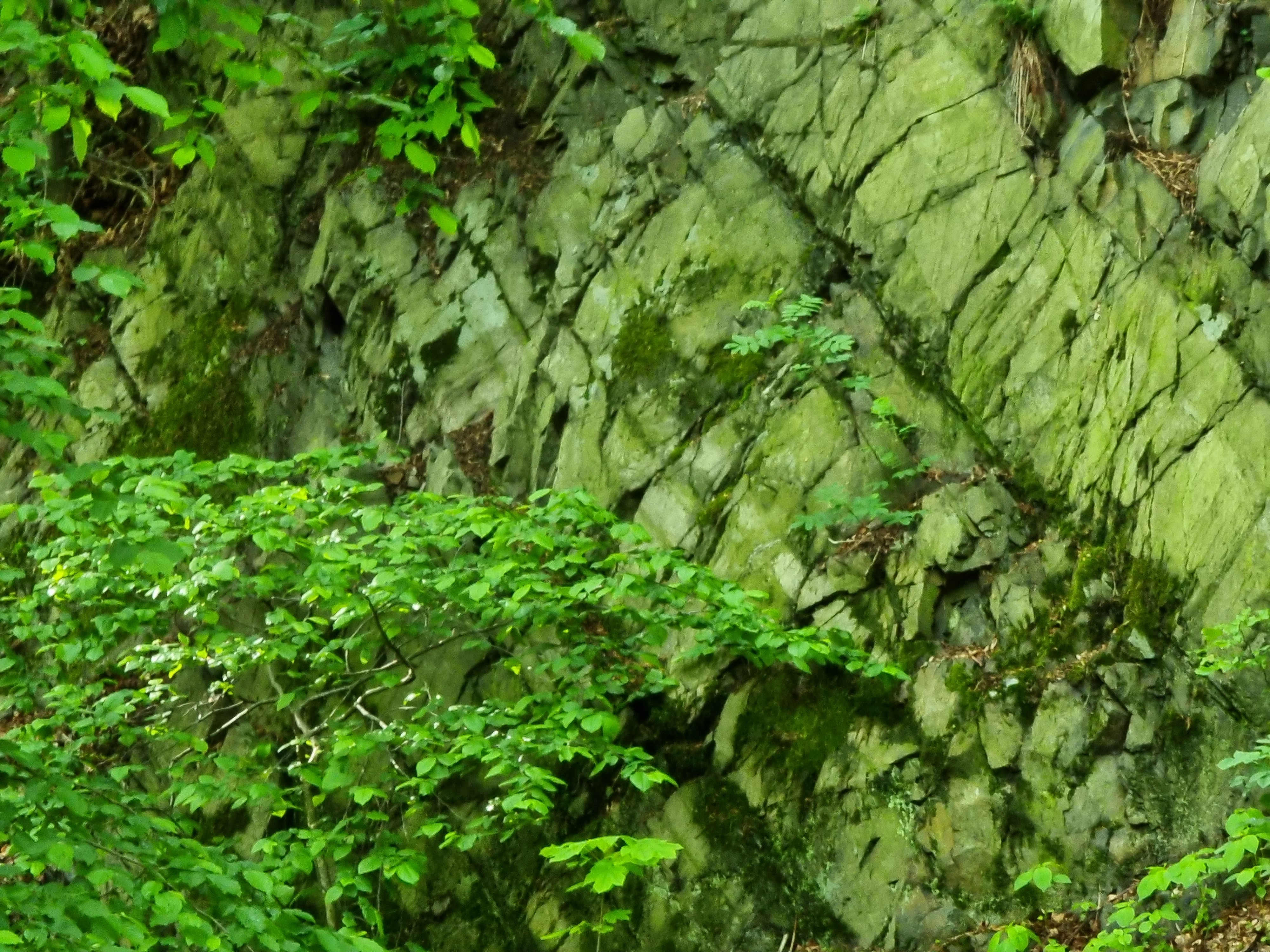